# Святая лестница

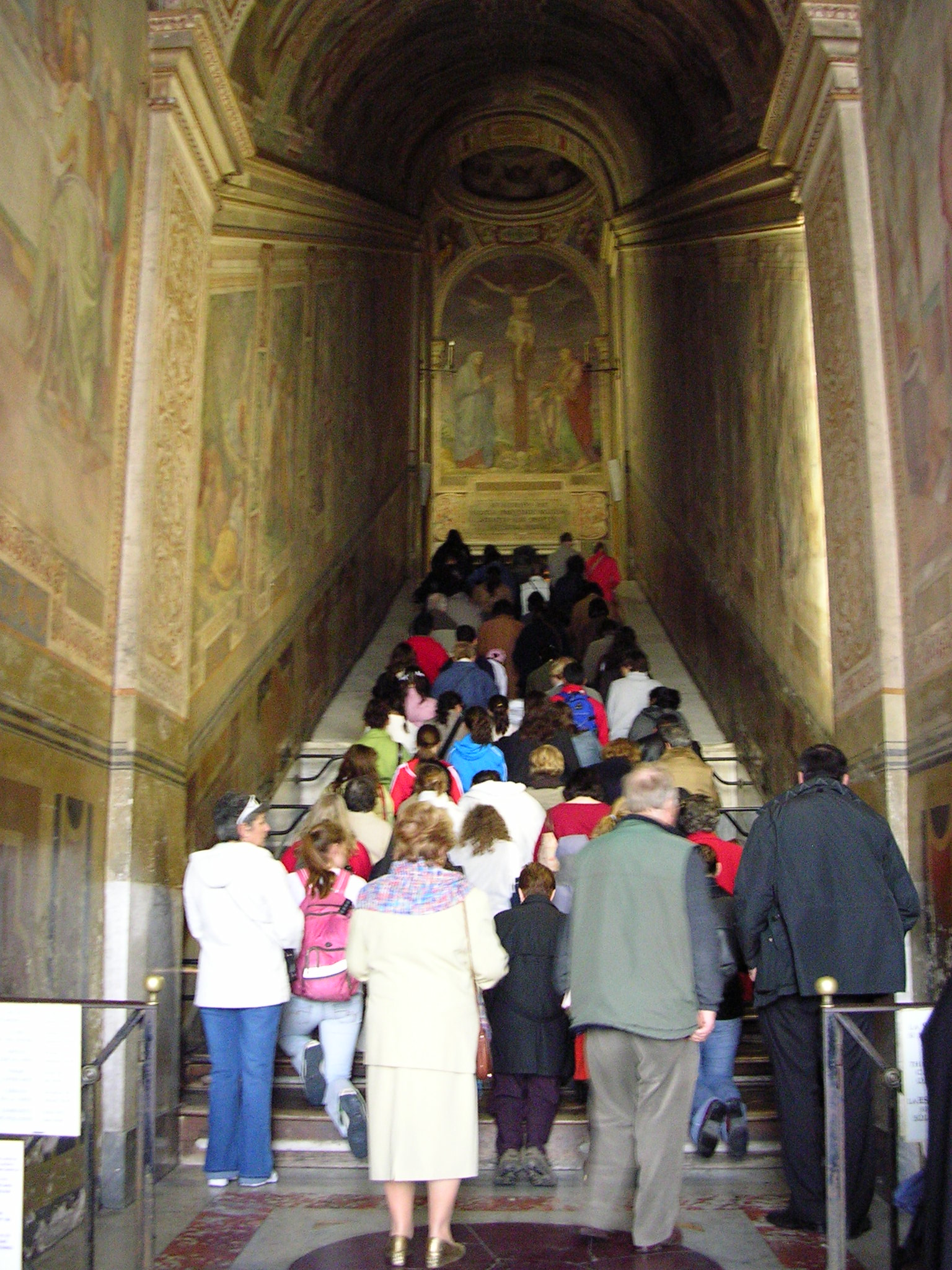
Паломники на Святой лестнице

Святая лестница (лат. Scala Sancta, итал. Scala Santa) — одна из главных святынь христианского Рима. Мраморная лестница старого Латеранского дворца, ныне не существующего. Впервые упоминается в середине IX века в «Liber Pontificalis» папы Сергия II.
Согласно древней христианской традиции, эта лестница была привезена в 326 году из Иерусалима святой царицей Еленой, матерью императора Константина, из дворца Понтия Пилата, и по ней поднимался на суд Иисус Христос. Эта традиция поддерживается тем, что данная лестница сделана из мрамора, который обычно использовался в Иерусалиме в то время. В Средние века лестница называлась «лестницей Пилата» (лат. Scala Pilati).
Папа Сикст V (1585—1590) решил перестроить Латеранский дворец. От дворца остались только старая папская капелла (Святая Святых), посвящённая святому Лаврентию и Святая лестница, которые были перенесены на новое место. Архитектором нового здания для капеллы и Святой лестницы был Доменико Фонтана. Здание было возведено к северу от восточного фасада базилики Сан-Джованни-ин-Латерано. Это двухэтажное здание в стиле классицизма с внушительной аркадой первого этажа. В центральной арке западного фасада находится главный вход. По сторонам от Святой лестницы устроены две боковые лестницы, ведущие на второй этаж, где находится папская капелла. В этом здании Святая лестница находится и в настоящее время.
В первой половине XVIII века все 28 ступеней лестницы для сохранности закрыты деревянными досками. Паломники поднимаются по лестнице только на коленях, читая особые молитвы на каждой ступени. В тех местах, где на лестнице остались следы крови Христа, поднимавшегося по лестнице после бичевания, сделаны специальные стеклянные окошки. У подножья лестницы установлены скульптуры работы Джакометти: «Поцелуй Иуды» и «Суд Пилата».
По сторонам от святых ступеней архитектор Фонтана предусмотрел две дополнительные лестницы, по которым можно подняться на второй этаж, где и находится собственно Санкта-Санкторум.
Лестница является почитаемой святыней христианского мира и входит в число объектов посещаемых паломниками в юбилейный год с целью получения индульгенции. В 2007 году была проведена реставрация, в том числе были расчищены от свечной копоти фрески Бальдассаре Кроче, украшающие своды над лестницей.
С января 2018 года Святая лестница находилась на реставрации, работы продолжались один год. Главным объектом реставрации стали фрески, покрывающие стены. Для подъема на коленях временно использовали боковую лестницу.